# Caesars World of Boxing
Caesars World of Boxing is een computerspel dat werd uitgegeven door Philips Interactive Media. Het spel kwam in 1993 uit voor de Philips CD-i. Bij het boksspel kan de speler boksen in het hotel Caesars Palace in Las Vegas. Het spel bestaat uit twee delen. Een arcade gedeelte waarbij moet worden gebokst en een strategisch gedeelte waarbij de speler wordt benadert door managers, trainers, journalisten en groupies en de juiste keuzes gemaakt moeten worden. 

## Ontvangst
| Beoordeeld door | Datum    | Score |
| --------------- | -------- | ----- |
| GamePro (USA)   | mei 1994 | 50%   |